# Иваньковский могильник
Иваньковский могильник — археологический памятник древней мордвы V—VIII вв. у села Иваньково Ядринского района Чувашской Республики. Находится в южной части села на выступе надлуговой террасы левого берега р. Сура. Был открыт в 1880-е гг. и считается самым крупным для характеристики древнемордовской культуры на территории Чувашского Поволжья. В. И. Вихляев относит его к области распространения праэрзянских окско-сурских племен.
Раскопки Иваньковского могильника начаты в 1926 году Средне-волжской экспедицией ГАИМК под руководством П. П. Ефименко. В 1957 году на месте были проведены небольшие работы группой Чувашской археологической экспедиции. В 1969—1972 гг. исследование продолжил отряд Чебоксарской археологической экспедиции. Археологами исследовано 97 погребений, где выявлено 2 типа погребений: трупоположение и трупосожжение. Особенности погребального обряда: большое количество трупосожжений и вторичных захоронений; для трупоположений характерна ориентировка головой на север и северо-запад. Найденная бронзовая подвеска в виде фигурки медведя связана с религиозно-магическим культом.
Обнаружен следующий погребальный инвентарь: височные привески с бипирамидальным грузиком, браслеты (иногда с орнаментированными концами), накосники с привесками-коробочками, железные и серебряные гривны, сюльгамы, красные пастовые бусы, оловянный бисер, спиральные перстни и прочее. В мужских погребениях обнаружены: железные наконечники копий, дротиков, стрел, поясные пряжки с накладками, детали конской сбруи, короткие мечи или кинжалы, кельты, а также подвеска в виде бронзовой полой фигурки медведя. В женских захоронениях найдены глиняные лепные сосуды. На дне могилы обнаружены кости, находившиесяв беспорядке в малочисленном количестве, изредка помещались в урны из коры и других органических материалов. В погребениях первого типа в могильных ямах с закруглёнными углами костяки расположены вытянуто на спине.